# Karin Schlager
Karin Schlager (* 1. Mai 1965 in Wien)  ist eine österreichische Goldschmiedemeisterin, Juwelierin, Gemmologin und Sachverständige für Schmuck.

## Leben
Karin Schlager studierte Pädagogik, Sonder- und Heilpädagogik an der Universität Wien, wo sie als Magister abschloss. Ihrer Magisterarbeit war betitelt mit Was ist kreativer Unterricht? Analysen zur Unterrichtsgestaltung. Während und nach ihrem Studium war sie 23 Jahre als Flugbegleiterin bei den Austrian Airlines und der Lufthansa tätig.
An der Contemporary Jewellery School Alchimia in Florenz erlernte sie Granulationsgoldschmiedetechnik bei Giovanni Corvaja. 2011 legte Schlager ihre Meisterprüfung als Gold- und Silberschmiedin sowie als Juwelierin ab. Zudem qualifizierte sie sich an der Gemmologischen Akademie Linz zur Gemmologin WIFI Austria – GWA (2012) und European Gemmologist – EG.
Seit 2020 tritt sie in der ServusTV-Sendereihe Bares für Rares Österreich als Expertin für die Bewertung von historischem und neuzeitlichem Schmuck auf.